# 冰咖啡

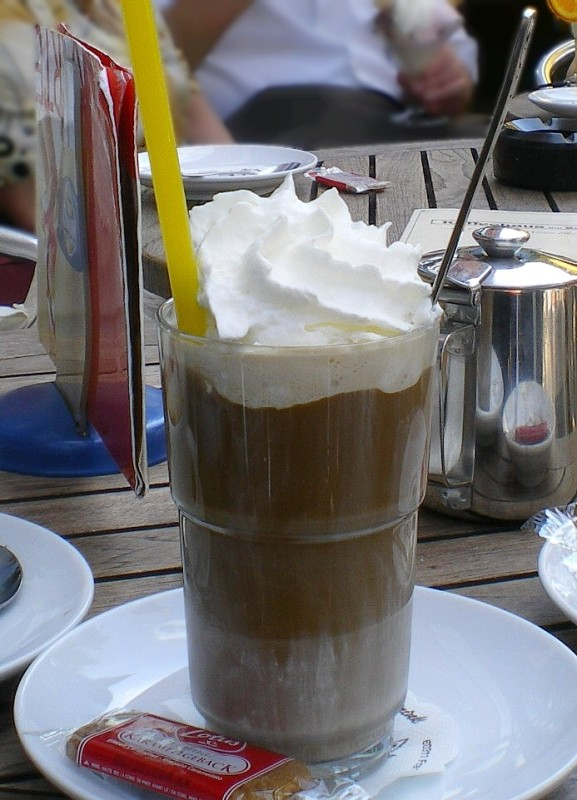
一杯冰咖啡

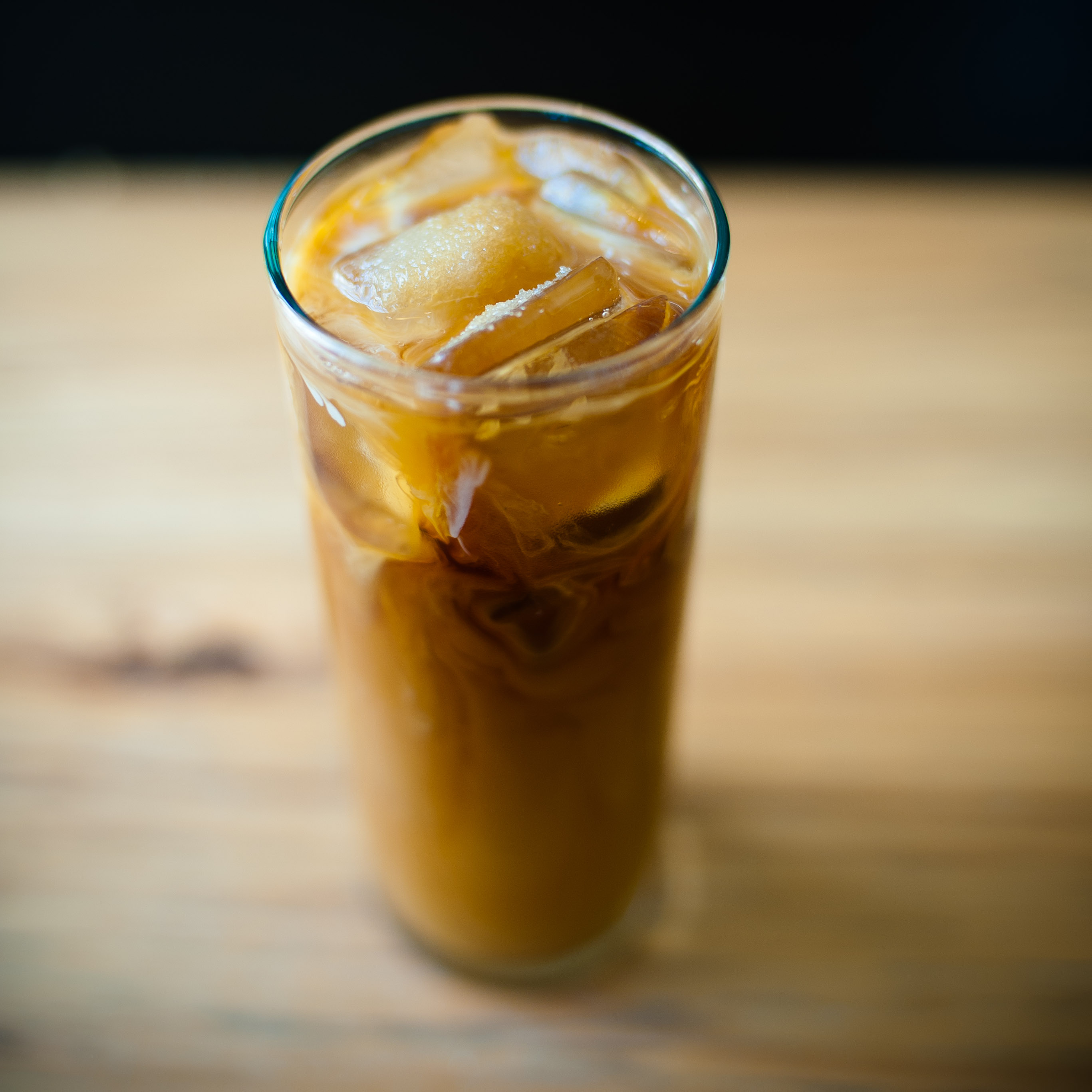
京都冷泡咖啡，是在室溫下用水滴過咖啡粉八個小時，之後再用冰塊稀釋

冰咖啡是在冰涼條件飲用的咖啡，如冰摩卡咖啡、冰拿鐵、冰美式咖啡等。冰咖啡可能是用一般沖泡熱咖啡的方式（例如手沖咖啡壺或法式濾壓壺）製作，再加入冰水或是冰牛奶冷卻，也有可能是用其他可以冷泡咖啡的作法（例如冰滴咖啡）。若咖啡有需要加入糖或是其他調味，會先用沖泡熱咖啡的方式，在冷卻前先加入，使其較快溶解。也有些冰咖啡會用糖漿來代替糖。
有些國家的冰咖啡也會像其他飲料一樣包裝販售，此時的「冰咖啡」只是溫度較低而已。許多咖啡廳也會販售冰咖啡。多半會先沖泡較濃的熱咖啡，再用冰塊來稀釋。

## 連結
- Quahog.org article on the drink（页面存档备份，存于）
- State of Rhode Island General Laws, Section 42-4-15（页面存档备份，存于）